# Рокль (Алье)
Рокль (фр. Rocles) — коммуна во Франции, находится в регионе Овернь. Департамент коммуны — Алье. Входит в состав кантона Ле-Монте. Округ коммуны — Мулен.
Код INSEE коммуны — 03214.

## Население
Население коммуны на 2008 год составляло 350 человек.
| 1962 | 1968 | 1975 | 1982 | 1990 | 1999 | 2008 |
| ---- | ---- | ---- | ---- | ---- | ---- | ---- |
| 363  | 363  | 382  | 419  | 367  | 373  | 350  |

## Экономика
В 2007 году среди 206 человек в трудоспособном возрасте (15—64 лет) 146 были экономически активными, 60 — неактивными (показатель активности — 70,9 %, в 1999 году было 69,4 %). Из 146 активных работали 132 человека (77 мужчин и 55 женщин), безработных было 14 (9 мужчин и 5 женщин). Среди 60 неактивных 13 человек были учениками или студентами, 20 — пенсионерами, 27 были неактивными по другим причинам.

## Достопримечательности
- Замок Ланд XIV века
- Замок Франшес
- Монастырь, построенный около 1780 года Пьером Люкой из Фрисландии